# Ratusz w Iławie
Ratusz w Iławie – neobarokowy ratusz w Iławie, zbudowany w latach 1910–1912 za kadencji burmistrza ówczesnej Iławy – Karla Friedricha Giesego, przy ul. Niepodległości 13. 

## Historia

Ryc. 2. Plan ogólny iławskiego ratusza

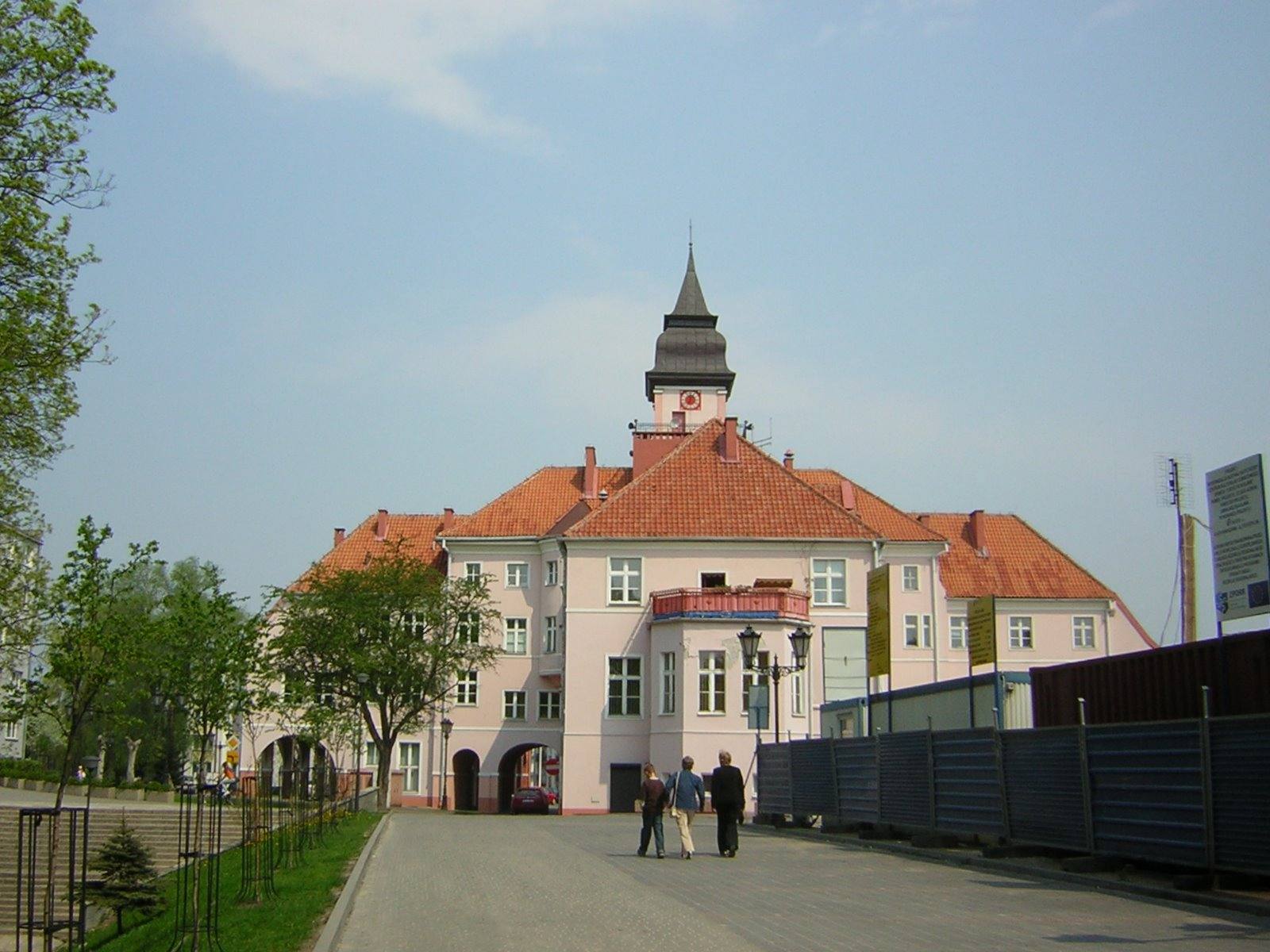
Ryc. 3. Ratusz od strony południowej. Z prawej widoczne remontowane kino

Pierwszy ratusz w Iławie istniał w 1317 i był wielokrotnie przebudowywany. Został rozebrany w 1706.
Pomyślna sytuacja gospodarcza, zasobna kasa miejska umożliwiły podjęcie po dziesiątkach lat, decyzji w sprawie budowy ratusza miejskiego. Powstał on w latach 1910–1912 z inicjatywy i pod osobistym kierownictwem burmistrza Karla Friedricha Giesego. Okazały, reprezentacyjny gmach ratusza w stylu neobarokowym usytuowano przy głównej ulicy (Kaiserstrasse) na terenach zielonych starej fosy miejskiej. Cena zakupu gruntów pod jego budowę wyniosła 90 tys. marek, a koszty budowy łącznie z urządzeniem wnętrz przeszło 200 tys. marek. Ratusz został mocno zniszczony podczas II wojny światowej, odbudowany w okresie PRL-u służył jako hala targowa. W 1995 przeszedł kapitalny remont. Od tego czasu jest siedzibą burmistrza oraz Rady Miasta.
 Budynek został objęty ochroną konserwatorską i wpisany w rejestr zabytków 19 listopada 1994 (nr rejestru 1534).

## Architektura ratusza
Budynek ratusza składa się z kilku części i został wzniesiony na rzucie dość rozbudowanym (patrz ryc. 2). Jednym z ciekawszych elementów części głównej (środkowej) są schody zewnętrzne usytuowane po obu stronach głównego wejścia do ratusza. Mają one charakter okazały, a dolna część schodów osłonięta jest obustronnie ogromnymi i masywnymi wolutami. Każda z nich zakończona jest małą płaskorzeźbą w postaci lwiej głowy z otwartą paszczą. W wyższej kondygnacji znajdują się trzy wysokie okna (ryc. 7) oddzielone od siebie pilastrami toskańskimi z doskonale widocznymi kanelurami (żłobkami). Nad oknami umieszczone trójkątne naczółki z dekoracją środkową w postaci masek ludzkich. Powyżej fryz joński koronujący elewację, zaś w części dachu trzy facjatki, a zwieńczeniem jest dwustopniowa wieża z tarasem, tarczą zegarową oraz hełmem.
Skrzydła budynku (4) współcześnie poszerzone, gdyż pierwotnie stanowiły one połowę obecnego skrzydła wschodniego i zachodniego. Jednak elementy architektoniczne zostały odtworzone w postaci wielkich wolut podpierających szczyty od strony dziedzińca, a na osi pilastrów (na dachu) znajdują się posążki w postaci niewielkich wazonów (lub jak niektórzy twierdzą – żołędzi).
Wewnętrzne części skrzydeł to koszowe arkady dźwigające taras ograniczony balustradą, a w podcieniach wielkie i szerokie okna zakończone łukiem koszowym. Strona południowa (ryc. 3) to współczesna dobudówka, po obu jej stronach przejazdy, zaś przy obu ich narożnikach ćwierćkoliste wykusze i tylko w części wschodniej (w części dachu) facjatki. Skrzydło zachodnie (ryc. 8.) to portyk wsparty na pięciu półkolistych i szerokich arkadach, a na wysokości piętra znajduje się półkolisty wykusz. Powyżej oczywiście w części dachu trzy niewielkie facjatki.

## Wykorzystanie
Poza władzami miejskimi siedzibę w budynku mają również:
- Informacja Turystyczna
- Biuro Obsługi Szkół i Przedszkoli
- Urząd Stanu Cywilnego

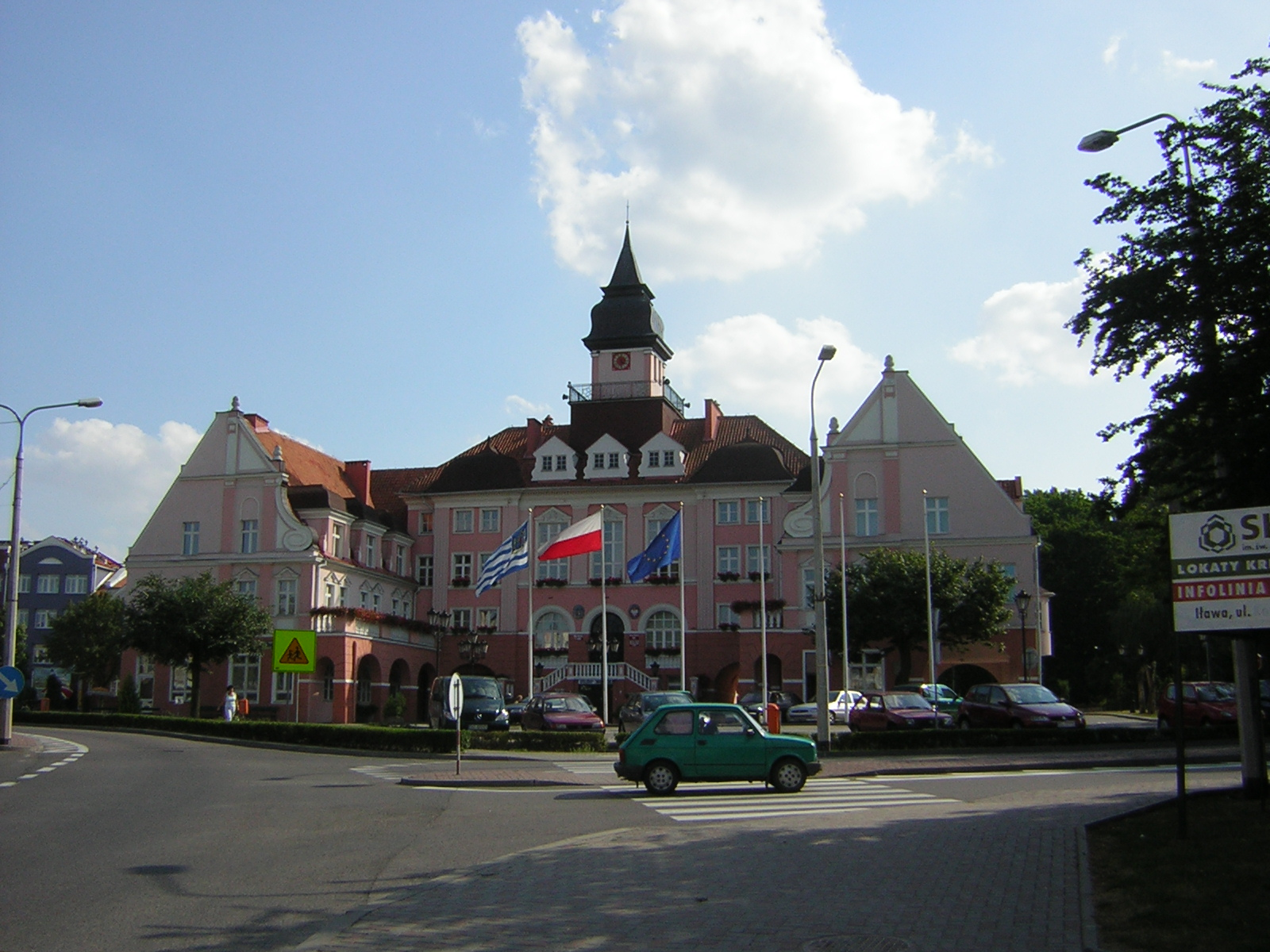
Ryc. 4. Ratusz miejski
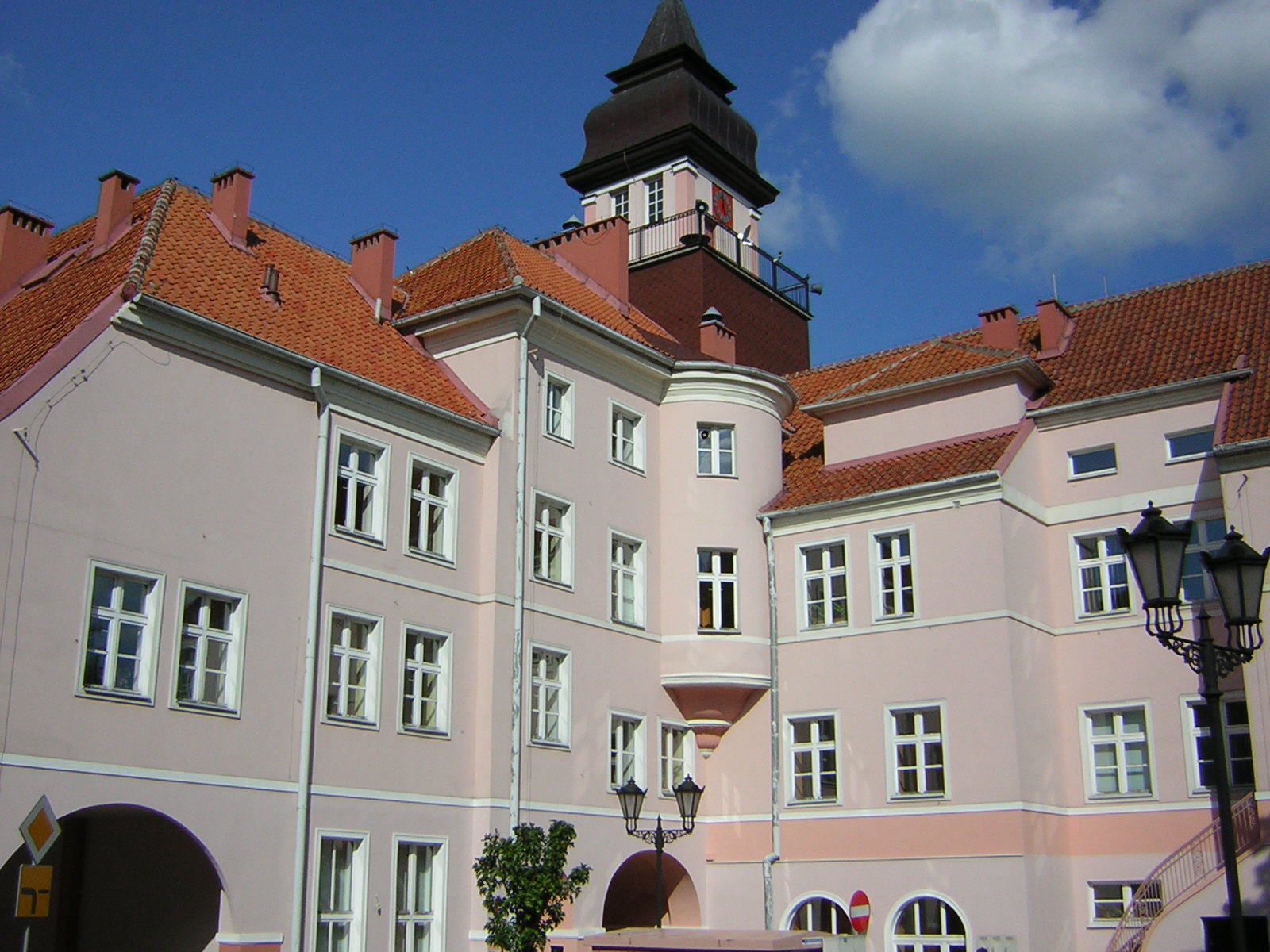
Ratusz od strony południowo-zachodniej
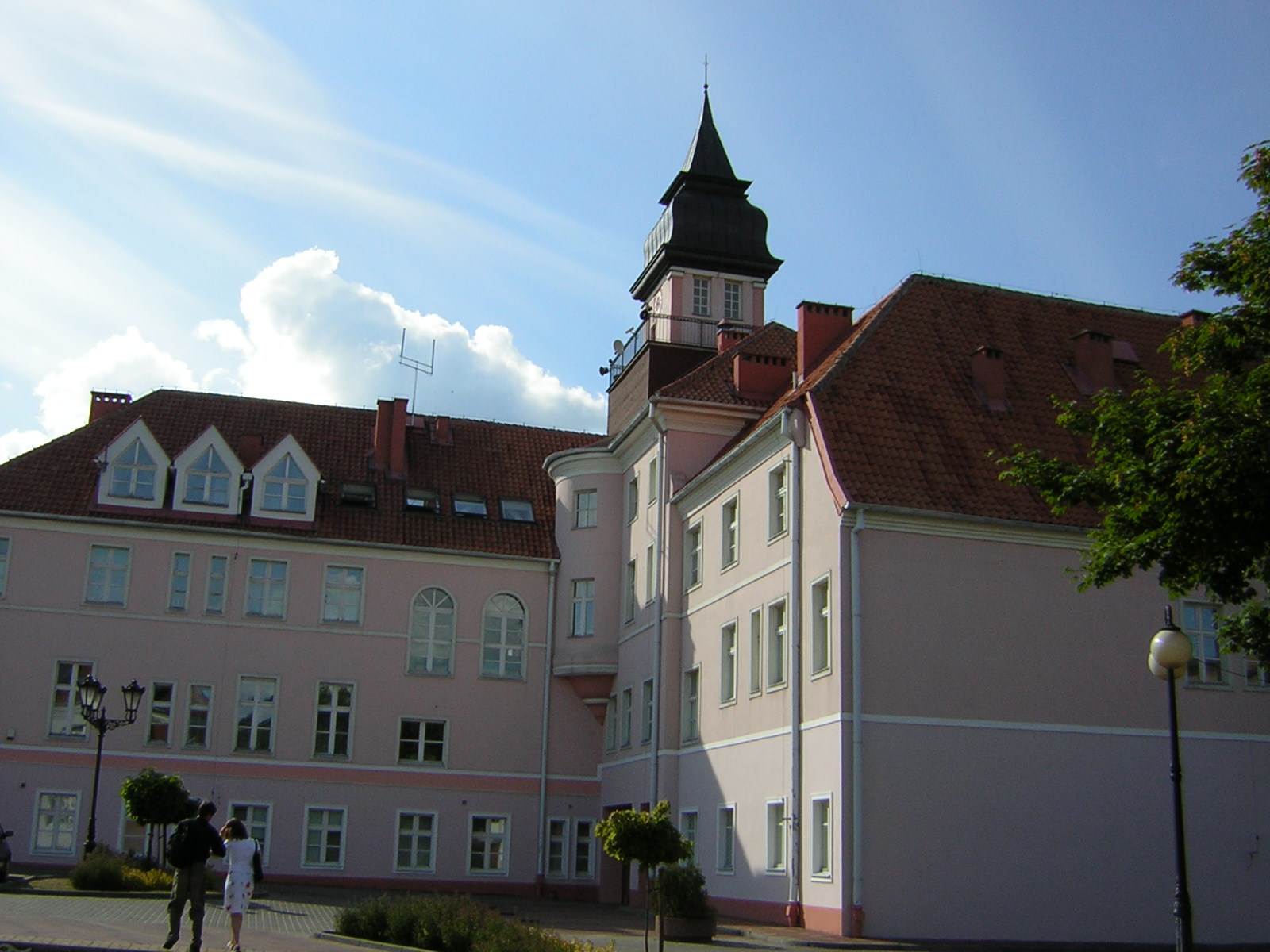
Ratusz od strony południowo-wschodniej
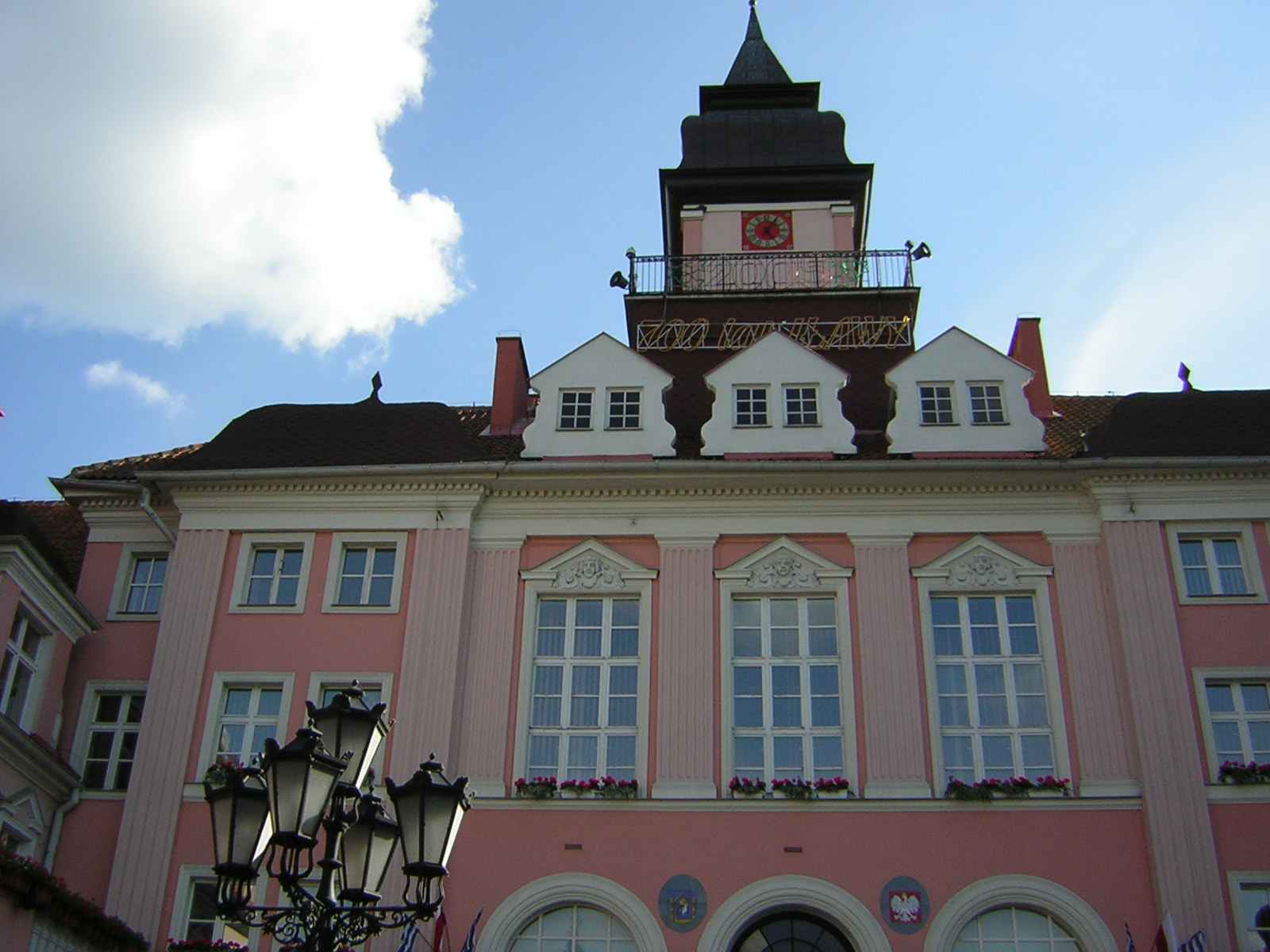
Ryc. 7. Ratusz od strony północnej
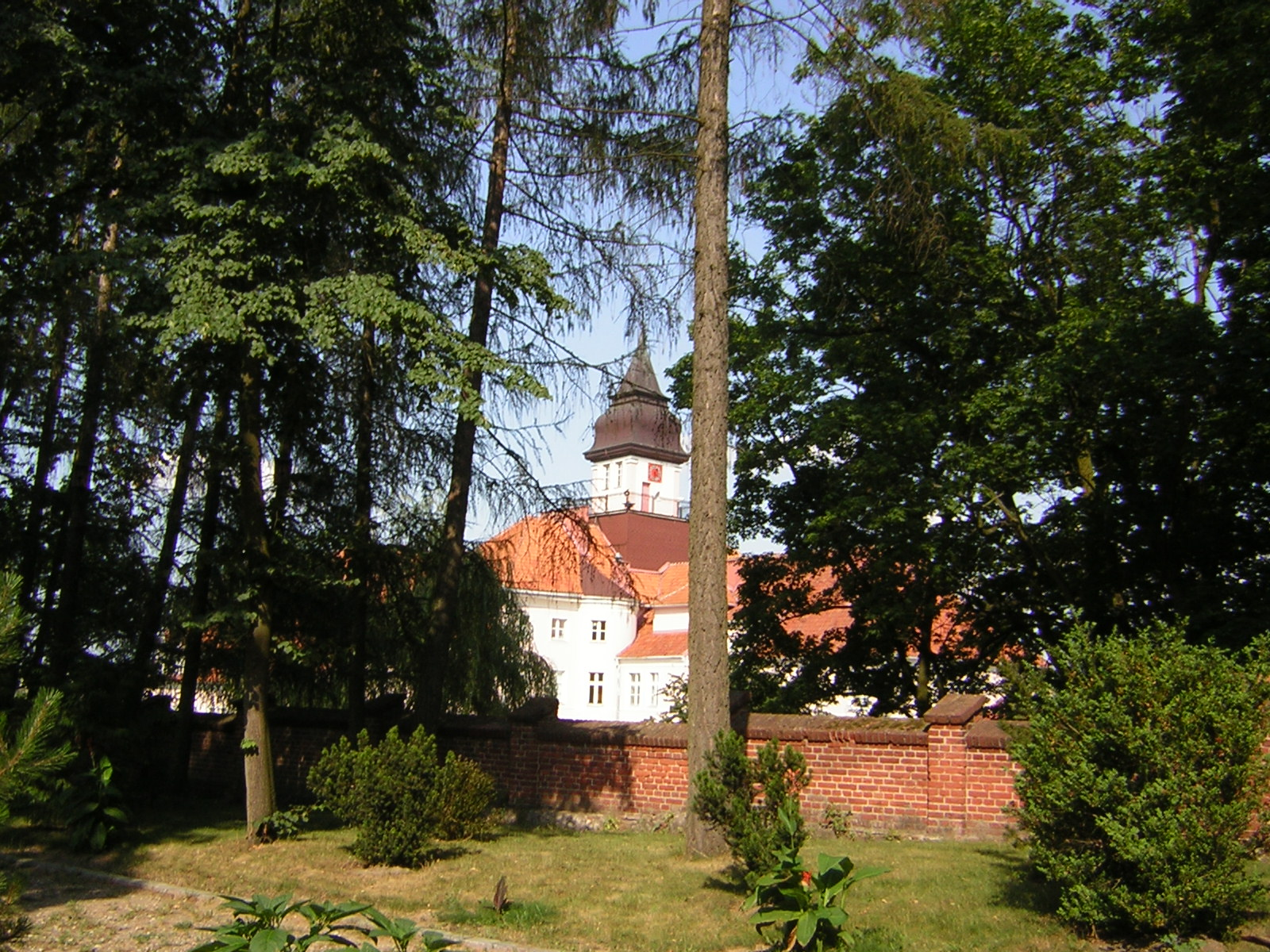
Widok na wieżę ratusza zza murów miejskich przy kościele pw. Przemienienia Pańskiego w Iławie
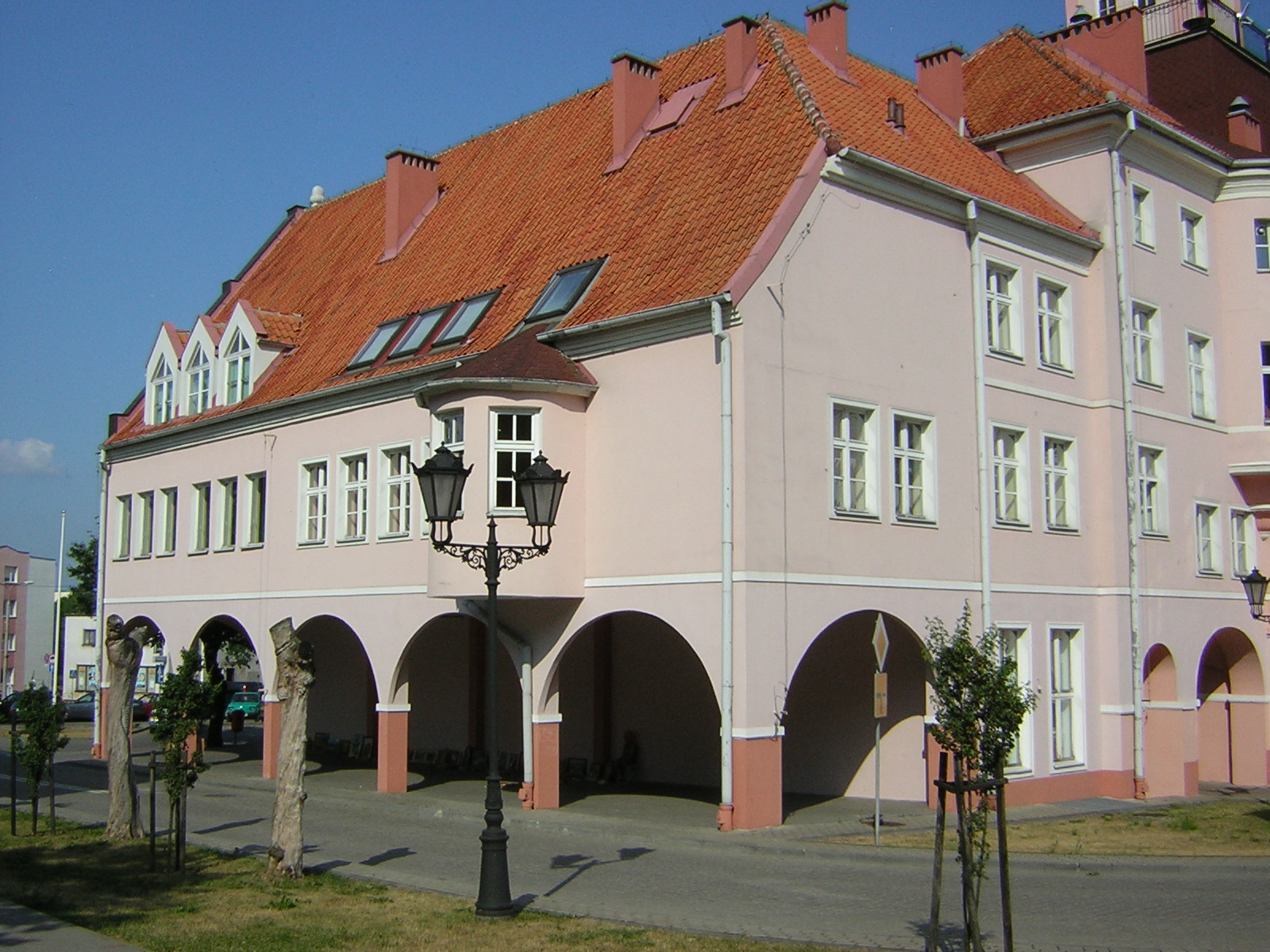
Ryc. 8. Zachodnie skrzydło
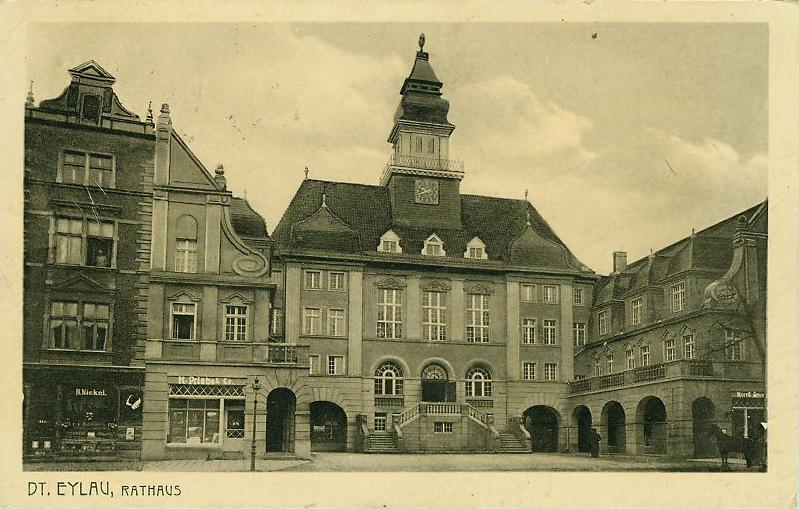
Ratusz od strony północnej w 1913
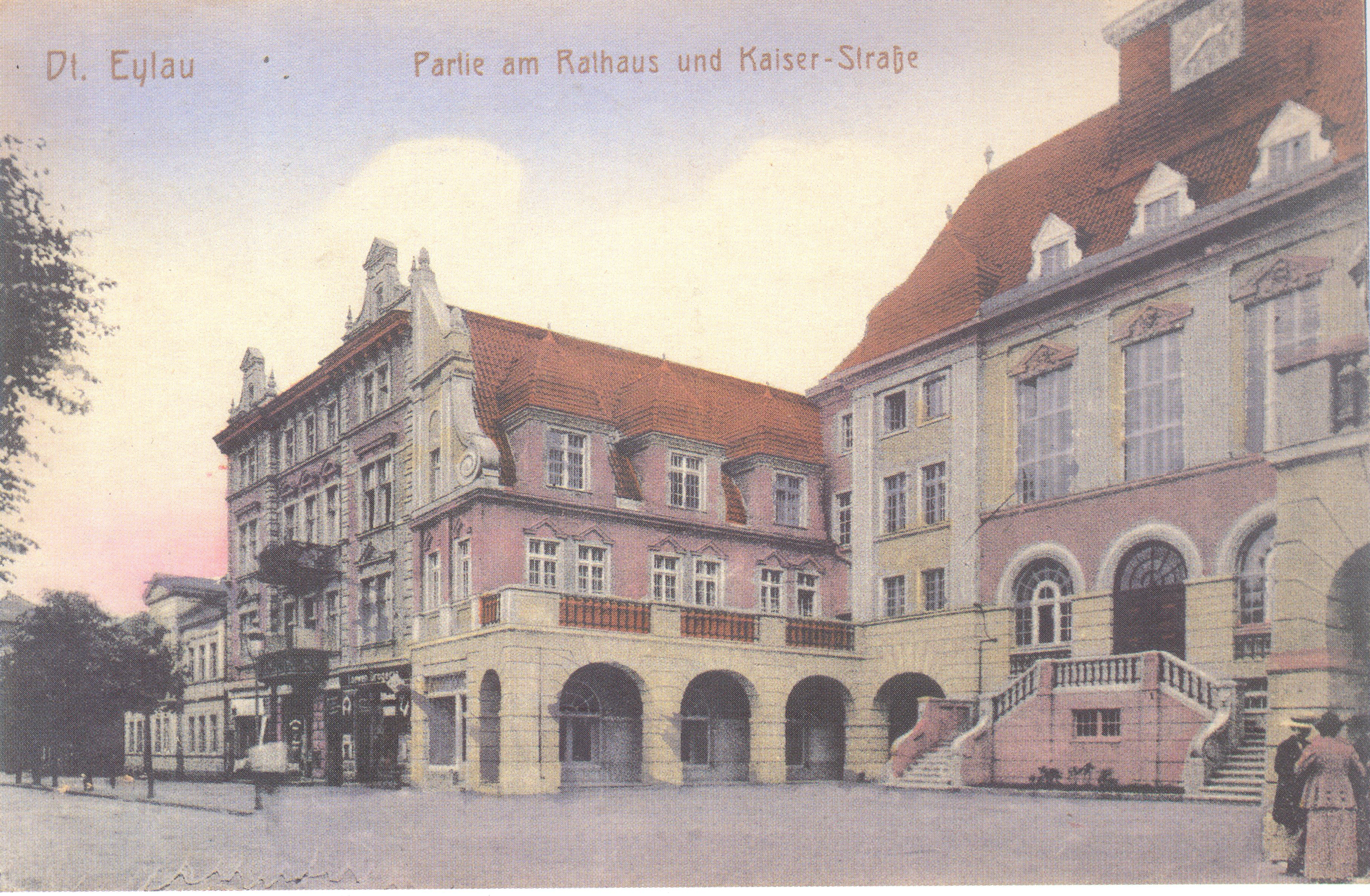
Wschodnie skrzydło ratusza w 1915